# Modrásek stříbroskvrnný
Modrásek stříbroskvrnný (Agriades optilete) je denní motýl z čeledi modráskovití (Lycaenidae) rozšířený v severovýchodní Evropě, Alpách, Severní Asii, Japonsku, Koreji a na severozápadě Severní Ameriky.

## Vzhled a vývoj
Motýl je jednogenerační, objevuje se obvykle od června do srpna, v závislosti na nadmořské výšce. Samice klade nazelenelá vajíčka nejčastěji na listy živné rostliny. Larvy se krmí na klikvě bahenní (Vaccinium oxycoccos), vlochyni bahenní (Vaccinium uliginosum), šiše černé (Empetrum nigrum), borůvce (Vaccinium myrtillus) a dalších podobných druzích. Vzrostlé housenky přezimují.
Délka předních křídel dospělého jedince je 13 až 16 milimetrů.

## Rozšíření v Česku
V České republice se jedná o ohrožený druh vázaný na rašeliniště.  V současnosti najdeme nejpočetnější populace na Šumavě, na Třeboňsku či ve Slavkovském lese, naopak zcela vymřel v Krkonoších a v Jizerských a Orlických horách.
Ohrožuje jej jednak těžba rašeliny a jednak postupné zarůstání rašelinišť dřevinami. Udržení stávajících populací se tak dá docílit postupným odstraňováním náletových dřevin, případně ponechání rašelinišť opuštěných po ukončení těžby přirozené regeneraci.

## Vědecká synonyma
- Albulina optilete (Knoch, 1781)
- Plebeius optilete (Knoch, 1781)
- Plebejus optilete (Knoch, 1781)
- Vacciniina optilete (Knoch, 1781) [2]

## Galerie

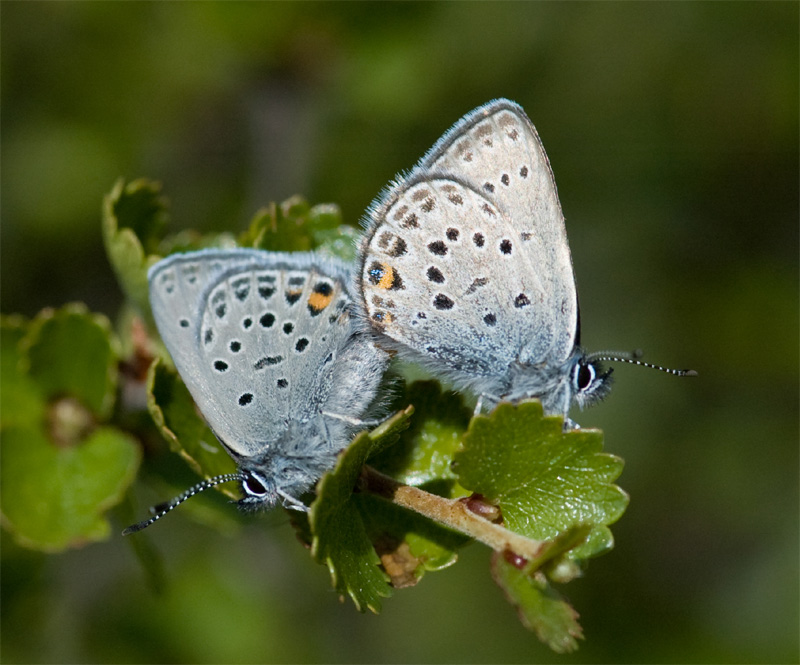
Pářící se jedinci
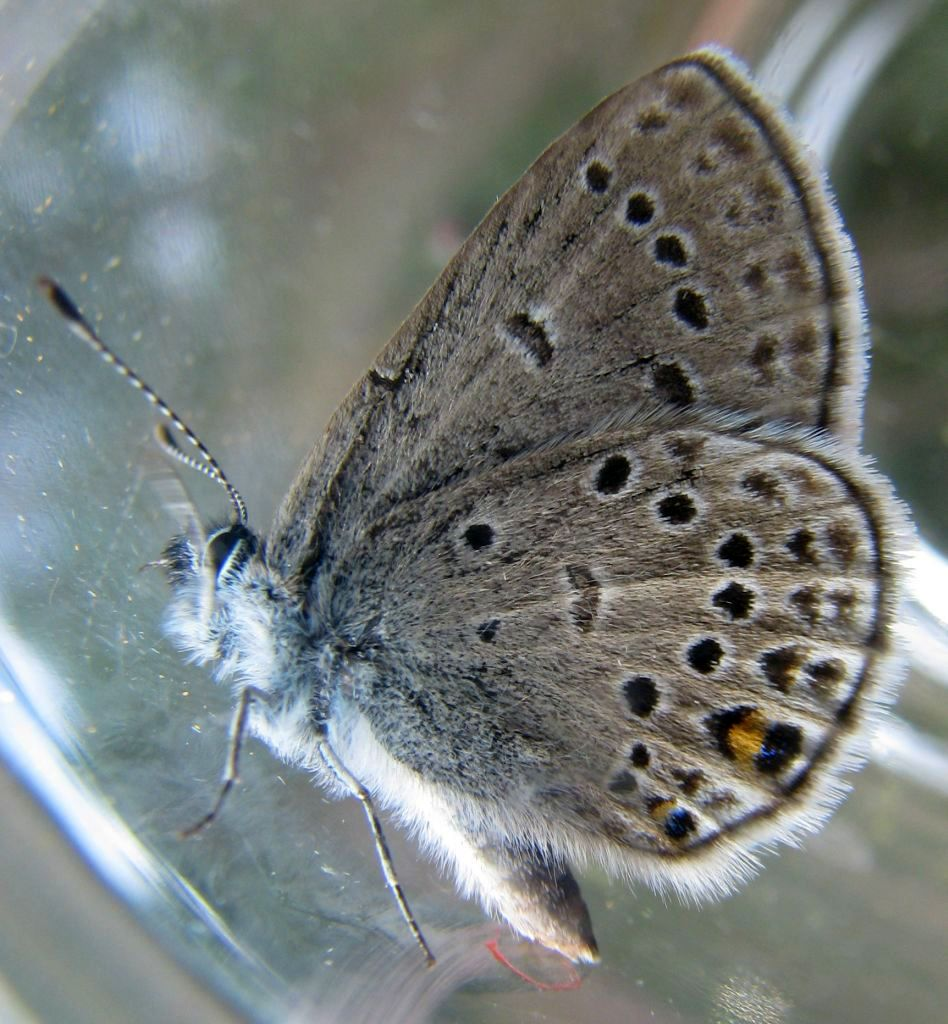
Spodní strana křídel
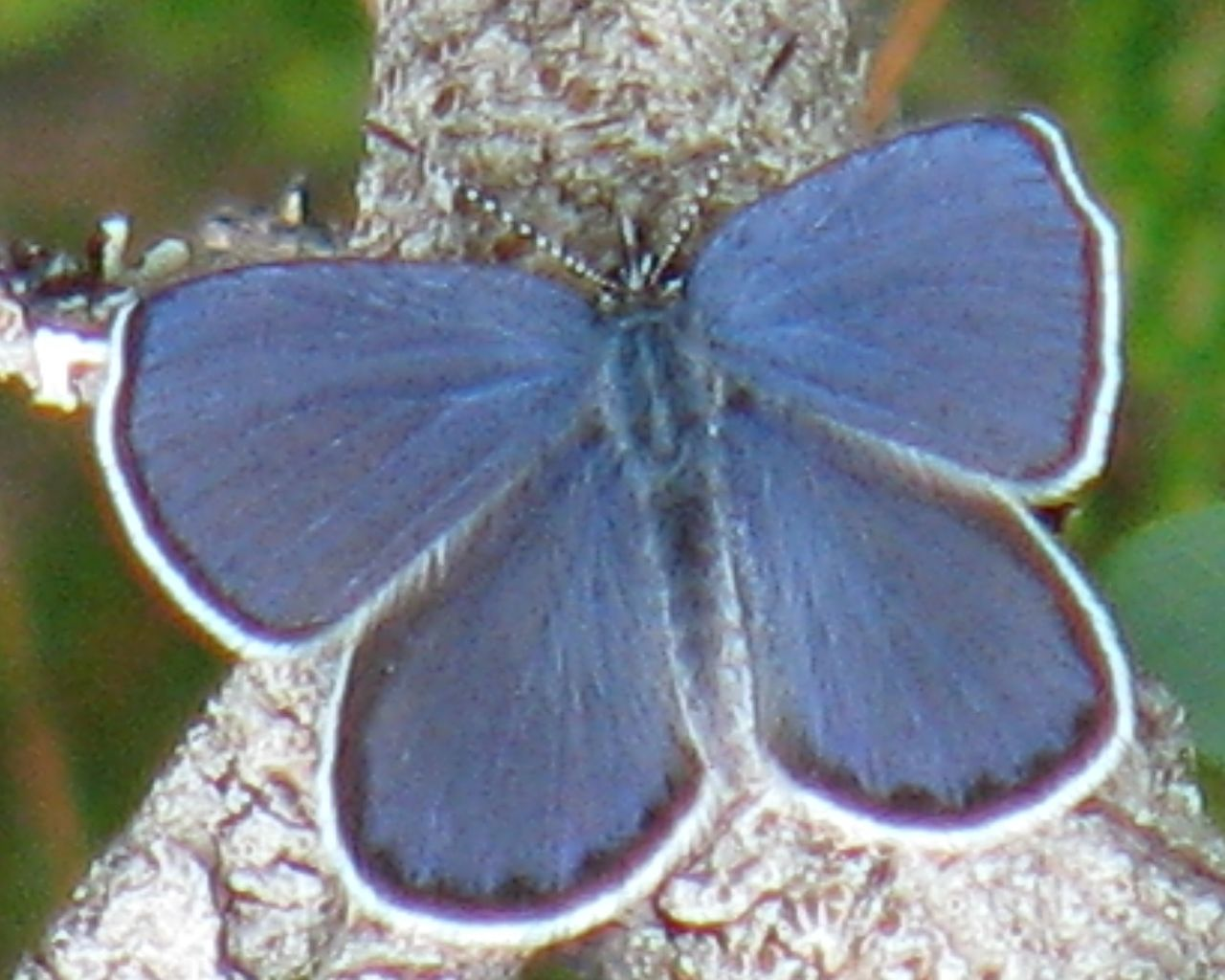
Sameček